# Le Bonheur (film, 1935)
Pour les articles homonymes, voir Le Bonheur.
Pour plus de détails, voir Fiche technique et Distribution.
Le Bonheur (en russe : Счастье, Schaste) est un film russe d'Alexandre Medvedkine, réalisé en 1935.

## Synopsis
Le film narre l'histoire allégorique d'un paysan russe, ainsi que de sa femme et de leur voisin. Il retrace leurs diverses conditions de vie sous le tsarisme, comme sous le régime communiste.

## Fiche technique
- Musique : Alekseï Aigi
- Décors : Alekseï Outkine
- Photographie : Gleb Troïanski
- Langue : russe

## Distribution
- Piotr Zinoviev : Khmyr
- Mikhaïl Gipsi : Taras Platonovich
- Ielena Iegorova : Anna
- Nikolaï Cherkasov
- Viktor Koulakov
- Lidia Nenacheva
- Lioubov Mozalevskaya, une artiste.